# Mystacides testaceus
Mystacides testaceus är en nattsländeart som beskrevs av Navás 1931. Mystacides testaceus ingår i släktet Mystacides och familjen långhornssländor. Inga underarter finns listade i Catalogue of Life.